# Lunca inundabilă Antonești
Lunca inundabilă de lângă Antonești este o arie protejată, situată la vest de satul omonim din raionul Cantemir, Republica Moldova. Are o suprafață de 93,6 ha. Obiectivul este administrat de Întreprinderea Agricolă „Drujba”.

## Descriere
Rezervația cuprinde un sector de luncă inundabilă a Prutului, parțial acoperită de apă și mlaștini. Se întâlnesc specii de animale rare: lebăda, lopătarul, vidra. La baza malului autohton sunt izvoare cu apă potabilă.

## Galerie

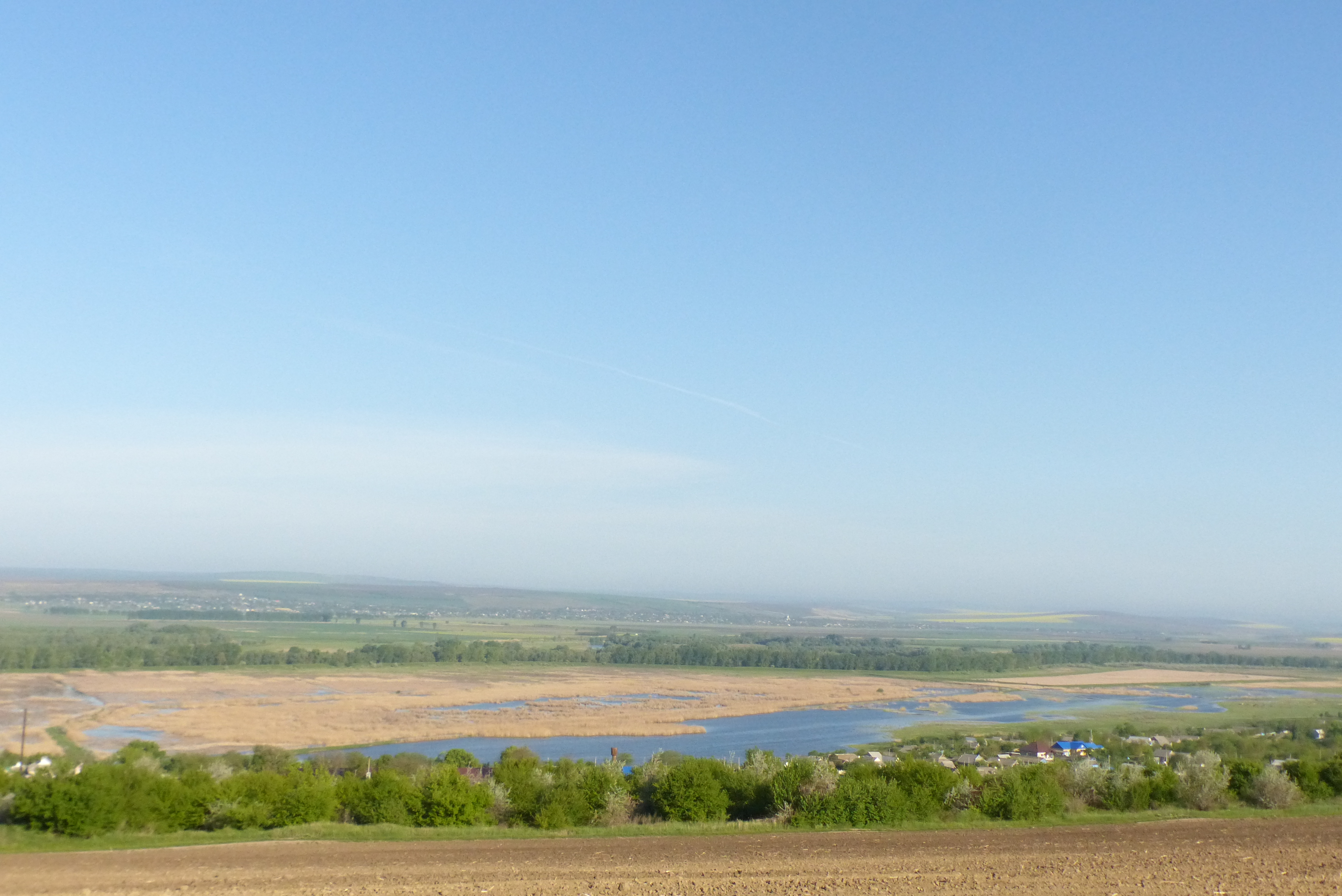
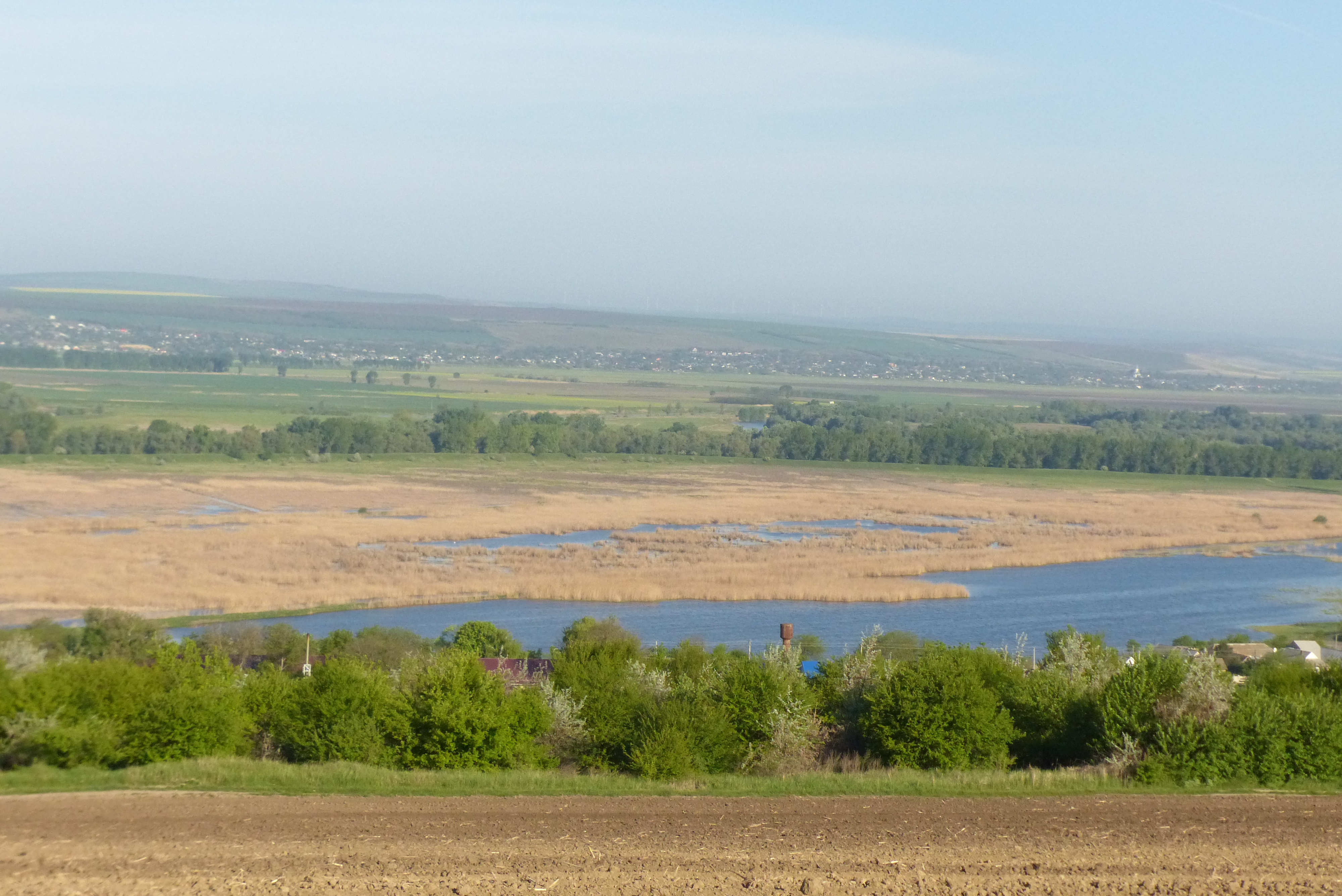